# ناحیه گوستین، میشیگان
ناحیه گوستین (به انگلیسی: Gustin Township) یک منطقهٔ مسکونی در ایالات متحده آمریکا است که در شهرستان آلکونا، میشیگان واقع شده‌است.
 ناحیه گوستین  ۷۹۵ نفر جمعیت دارد و ۲۲۰ متر بالاتر از سطح دریا واقع شده‌است.